# Chaetocladius melaleucus
Chaetocladius melaleucus är en tvåvingeart som först beskrevs av Johann Wilhelm Meigen 1818.  Chaetocladius melaleucus ingår i släktet Chaetocladius och familjen fjädermyggor. Arten har ej påträffats i Sverige. Inga underarter finns listade i Catalogue of Life.